# Kolczakówka szorstka

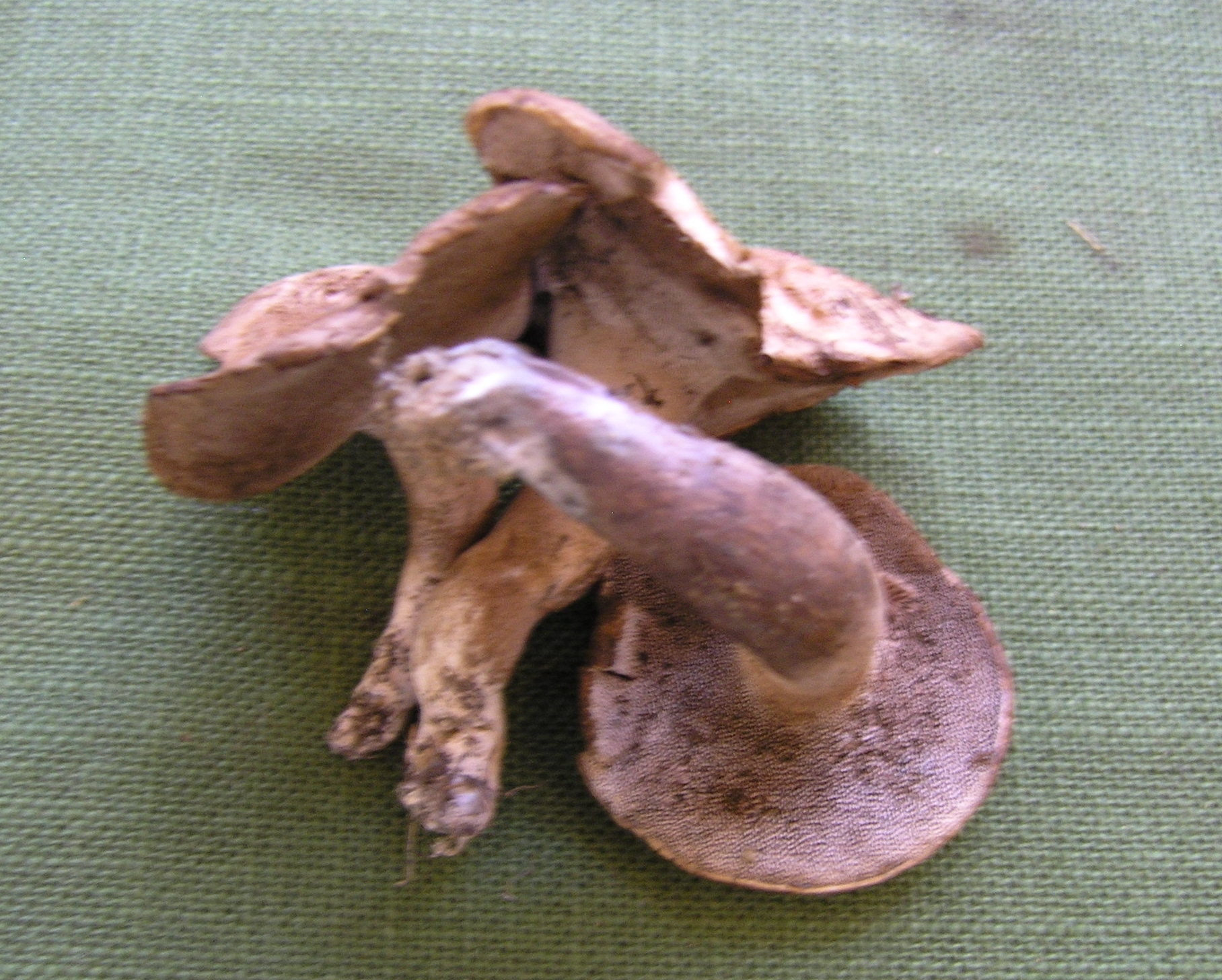

Kolczakówka szorstka, sarniak szorstki (Hydnellum scabrosum (Fr.) E. Larss., K.H. Larss. & Kõljalg) – gatunek grzybów z rodziny kolcownicowatych (Bankeraceae).

## Systematyka i nazewnictwo
Pozycja w klasyfikacji według Index Fungorum: Sarcodon, Bankeraceae, Thelephorales, Incertae sedis, Agaricomycetes, Agaricomycotina, Basidiomycota, Fungi.
Po raz pierwszy takson ten zdiagnozował w 1836 r. Elias Fries nadając mu nazwę Hydnum scabrosum. Obecną, uznaną przez Index Fungorum nazwę nadali mu w 2019 r. E. Larss., K.H. Larss. i Kõljalg przenosząc go do rodzaju Hydnellum.
Synonimy:
- Hydnum scabrosum Fr. 1836
- Phaeodon scabrosus (Fr.) Henn. 1898
- Sarcodon scabrosus (Fr.) P. Karst. 1881 var. scabrosus
- Sarcodon scabrosus (Fr.) P. Karst. 1881, var. scabrosus

W 2003 r. Władysław Wojewoda w 2003 r. zaproponował polską nazwę sarniak szorstki (wówczas gatunek ten zaliczany był do rodzaju Sarcodon, czyli sarniak). Po przeniesieniu do rodzaju Hydnellum nazwa ta stała się niespójna z nazwą naukową. W 2021 Komisja ds. Polskiego Nazewnictwa Grzybów Polskiego Towarzystwa Mykologicznego zarekomendowała nazwę kolczakówka fiołkowa.

## Morfologia
Kapelusz
Średnica 3–10 cm, kształt nieregularnie kolisty. Powierzchnia początkowo filcowata, brudnożółta, później czerwonobrunatna, purpurowobrunatna i pokryta ciemniejszymi łuskami. W centrum kapelusza są one grube, przy brzegu drobne i przylegające.
Kolce
Tylko nieznacznie zbiegające na trzon, początkowo jasnoszare, później purpurowobrązowe z białawym szczytem.
Trzon
Długość do 10 cm, grubość do 3,5 cm, kształt walcowaty lub zwężający się ku podstawie. Powierzchnia podłużnie drobno łuseczkowata, o barwie od brązowej do ciemnobrązowej, z podstawą szarozieloną, niebieskawozieloną, pokrytą białawą grzybnią.
Miąższ
Szarawy, nieco różowawy, o gorzkawym i cierpkim smaku i niezbyt przyjemnym zapachu. U podstawy trzonu miąższ znacznie ciemniejszy, zielonawy do czarnozielonego.
Zarodniki
Brązowawe, nieregularnie guzkowate.

## Występowanie i siedlisko
Występuje w Ameryce Północnej, Europie i Azji. Jest rzadki i w wielu krajach Europy znajduje się na czerwonych listach gatunków zagrożonych. W Polsce do 2021 r. podano 2 stanowiska historyczne, 23 współczesne i jedno wątpliwe. W latach 1995–2004 gatunek ten podlegał ochronie częściowej, a od roku 2004 podlega ochronie ścisłej bez możliwości zastosowania wyłączeń spod ochrony uzasadnionych względami gospodarki rolnej, leśnej lub rybackiej.
Naziemny grzyb ektomykoryzowy żyjący w symbiozie z bukiem, dębem, kasztanem jadalnym, sosną i świerkiem. Rośnie w lasach liściastych i mieszanych, pojedynczo lub w grupach od sierpnia do października.

## Gatunki podobne
- sarniak dachówkowaty (obecnie sarniak świerkowy) (Sarcodon imbricatus), który rośnie w lasach iglastych, a podstawa trzonu nie ma zielonkawej barwy. Na środku kapelusza ma większe i silniej odstające łuski[8].
- sarniak fiołkowy (Sarcodon joeides) również jest brązowawy, ale jego miąższ jest liliowy i stopniowo zmienia barwę na fioletową[8].